# 떤빈군
떤빈군(베트남어: Quận Tân Bình / 郡新平)은 호치민시의 군 중 하나이다. 2010년을 기준으로 떤빈군에는 232,450명의 인구가 있고, 전체 면적은  6 km2이다.

## 지리
떤빈군은 3군, 10군, 11군, 12군, 떤푸군, 고법군, 푸누언군과 경계를 접한다.
한때 호찌민시에서 가장 큰 군이었지만, 분할되어 빈떤군, 떤푸군이 만들어졌다.
빈타인군과 마찬가지로 이 3개의 군은 별도의 도시 계획에 의해 생성된 것이 아니라 40년 이상 구조적으로 성장을 해온 넓은 거주 지역을 구성한다.
2017년 현재, 베트남 최대의 공항인 탄손나트 국제공항이 떤빈에 위치한다. 따라서 주변에 많은 항공사들의 사무소가 있다. 제트스타 퍼시픽 항공과 바스코 항공이 이곳에 본부를 가지고 있다. 비엣제트 항공도 호찌민 사무소를 이곳에 두고 있다.

## 행정 구역

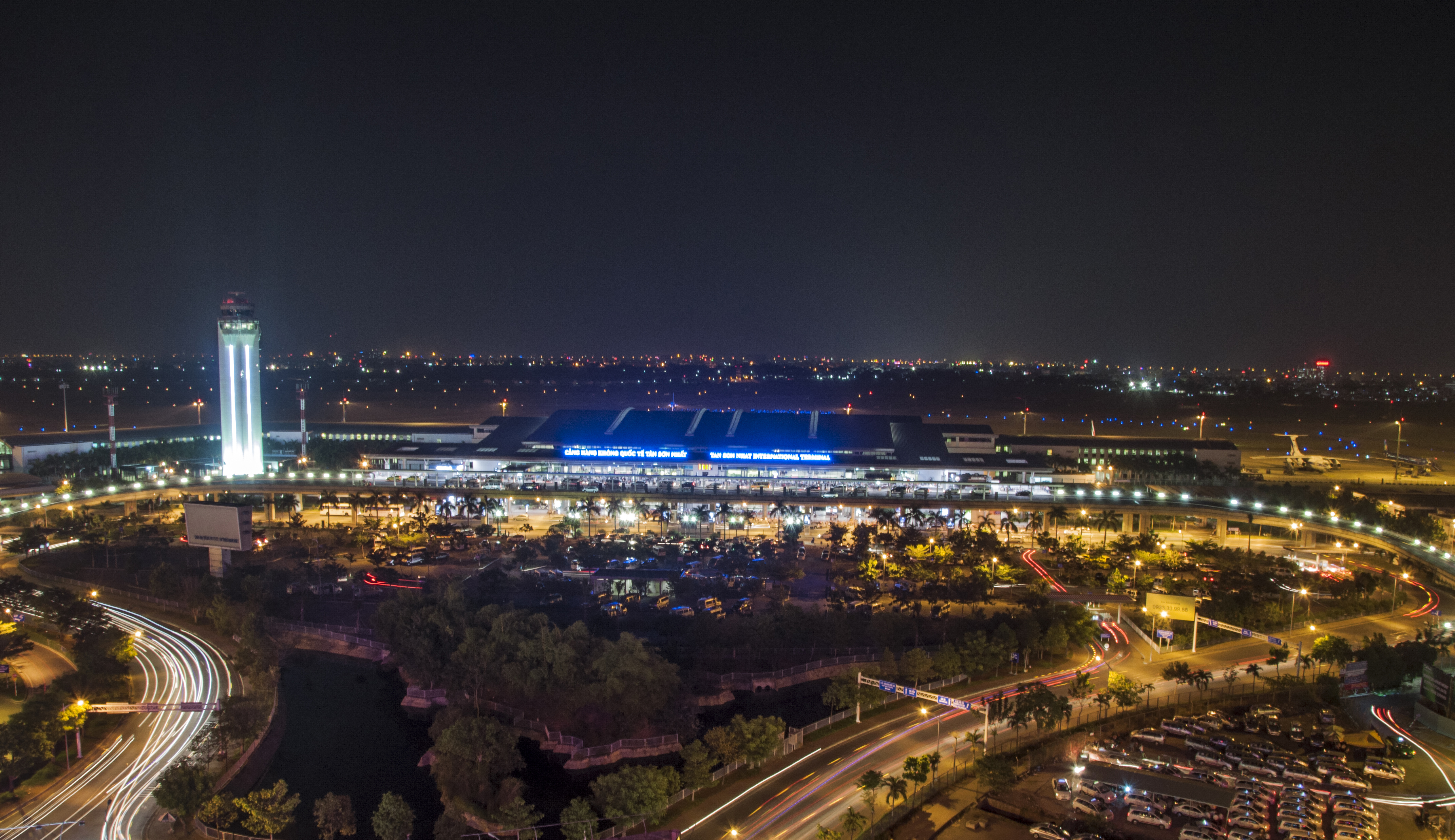
떤손녓 국제공항

떤빈군에는 모두 15개의 프엉(Phường 坊)이 있다. 군청 소재지는 14프엉에 있다.
| - 1프엉 - 2프엉 - 3프엉 - 4프엉 - 5프엉 - 6프엉 - 7프엉 - 8프엉 | - 9프엉 - 10프엉 - 11프엉 - 12프엉 - 13프엉 - 14프엉 - 15프엉 - * 군청 소재지는 14프엉 |

## 주요 시설
- 탄손나트 국제공항